# Stilpnus tenebricosus
Stilpnus tenebricosus là một loài tò vò trong họ Ichneumonidae.